# L'Éclaireur de Nice
L'Éclaireur de Nice è stato un quotidiano francese fondato a Nizza nel 1881.

## Storia

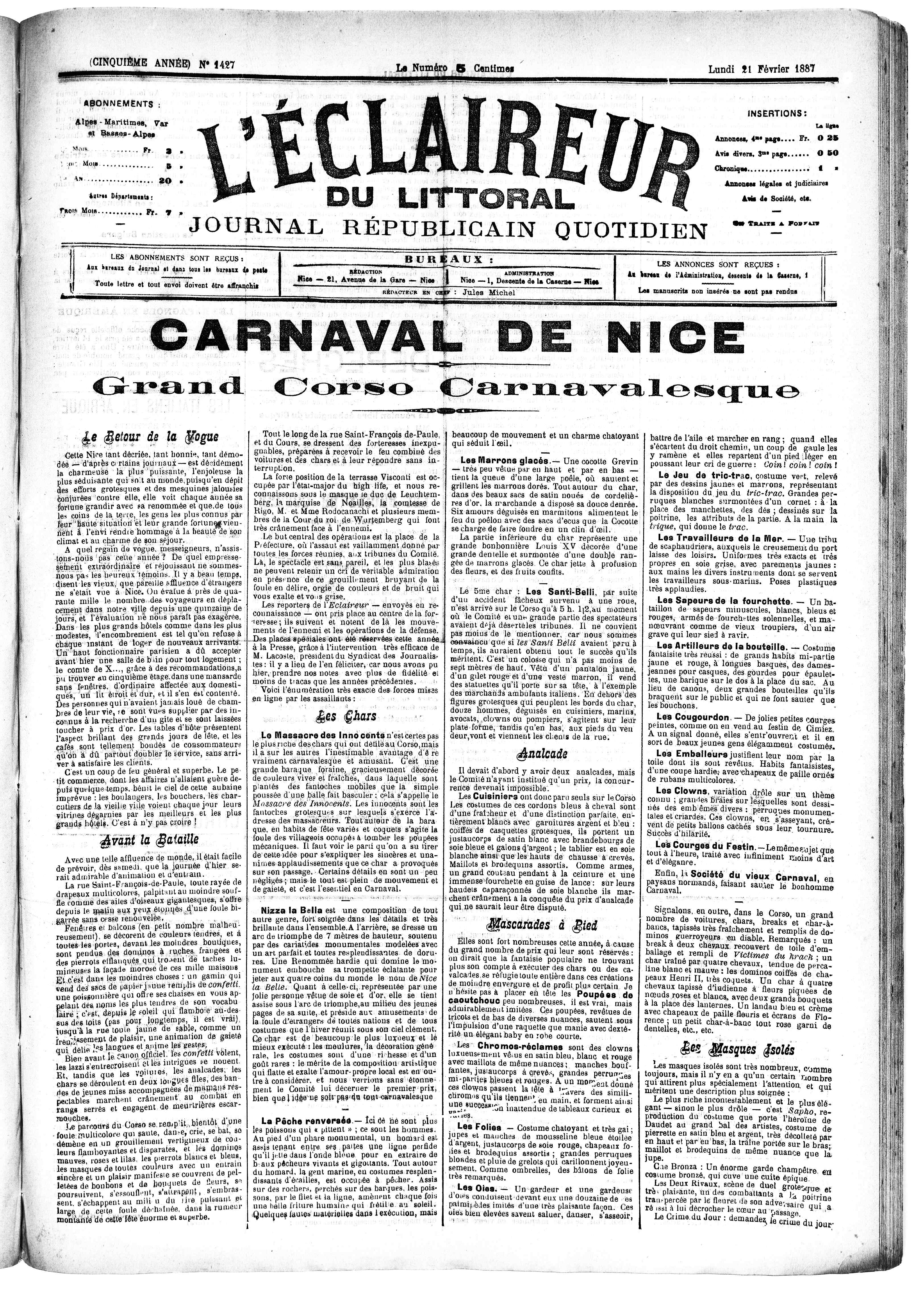
Prima pagina de L'Éclaireur du Littoral del 21 febbraio 1887.

Fondato nel 1881 come L'Éclaireur du Littoral e schierato su posizioni di centro-destra, nel 1888 fu ribattezzato L'Éclaireur de Nice. Nel periodo tra le due guerre s'impose come principale testata dell'area nizzarda, vincendo la concorrenza de Le Petit Niçois, vicino al centro-sinistra.
Nel 1926 la testata fu ribattezzata L'Éclaireur de Nice et du Sud-Est.
L'11 novembre 1942 Nizza fu occupata dagli italiani e poi dal settembre 1943 dai tedeschi. Nel maggio 1944, i tre dirigenti del giornale, Léon Garibaldi (amministratore delegato), Charles Buchet (direttore capo) e Camille Calpatti (amministratore) furono arrestati dalla Gestapo a Nizza e deportati. Buchet morì nel campo di Bergen-Belsen l'anno seguente.
Durante l'occupazione furono organizzati una serie di scioperi per ostacolare le attività degli occupanti. Il 17 agosto 1944 scioperarono i dipendenti del giornale, seguiti il giorno successivo dai dipendenti delle officine del gas. Il 20 agosto la CGT ha lanciato uno sciopero generale. Lo stesso giorno, i combattenti della Resistenza hanno tagliato i fili del PC tedesco installato a Fabron. Il 28 agosto, giorno dell'insurrezione cittadina, il gruppo FTPF René Canta ha preso il controllo del centro di Nizza e ha occupato il liceo Félix Faure dove la polizia si è unita agli insorti. Da lì, Canta e i suoi uomini hanno attaccato la prefettura. I distaccamenti partigiani hanno poi occupato la Bourse du travail, la tipografia de L'Éclaireur, dove furono subito stampati volantini e manifesti che inneggiavano all'insurrezione, mentre i locali del Petit Niçois furono occupati da vigili del fuoco vicini alla Resistenza.
Nelle settimane successive alla Liberazione sono stati imposti sequestri provvisori a diverse società: Società del gas e dell'acqua, EELM, TNL, Descours & Cabaud, Thorrand, Petterano, Sacco, Couiteas de Faucamberge, Michel. Un ultimo sequestro fu imposto all'albergatore di Cannes Martinez e anche a L'Éclaireur, Le Petit Niçois e agli studi Victorine.
I locali vennero rilevati dal quotidiano comunista Le Patriote niçois. Nel 1945, Michel Bavastro divenne direttore commerciale di Combat de Nice et du Sud-Est, la sezione locale del giornale clandestino del movimento Combat. Questa testata diventerà il 15 settembre 1945 il Nice-Matin. Bavastro rilevò i locali e le attrezzature de L'Éclaireur nel luglio 1951.